# Кошта, Катарина
Катарина Кошта (порт. Catarina Martins de Mesquita Paiva Costa; род. 21 сентября 1996, Коимбра) — португальская дзюдоистка, 4-кратный призёр чемпионатов Европы. Участница летних Олимпийских игр 2020 и 2024 годов. 

## Биография
Катарина Кошта борется в весовой категории до 48 килограммов и представляет Португалию на международной спортивной арене.
В 2019 году она стала победителем турнира из серии Большой Шлем в Бразилии. 
В 2021 Катарина смогла квалифицироваться на летние Олимпийские игры в Токио в весовой категории до 48 килограммов. На Олимпиаде она уступила в поединке за бронзовую медаль сопернице из Монголии Мунхбатын Уранцэцэг.
В 2022 году на чемпионате Европы, который состоялся в Софии, португальская спортсменка сумела завоевать серебряную медаль. В финале она уступила сопернице из Франции Ширин Букли.
В ноябре 2023 года, во французском Монпелье, на чемпионате Европы, португальская дзюдоистка в весовой категории до 48 кг стала обладателем серебряной медали, в финале вновь уступила спортсменке из Франции Ширин Букли.
В апреле 2025 года на чемпионате Европы в Подгорице в весовой категории до 48 кг завоевала серебряную медаль. В финальной схватке уступила сопернице из Франции Ширин Букли.